# バングラデシュ・ライフル隊反乱事件
バングラデシュ・ライフル隊反乱事件（バングラデシュ・ライフルたいはんらんじけん）は、2009年2月25日から2月26日にかけてバングラデシュで発生した反乱事件。国境警備を主要任務とする準軍事組織バングラデシュ・ライフル隊（BDR）の一部兵士が反乱を起こし、ダッカ県のピルカーナに所在するBDR本部を占拠、BDR長官シャーキル・アハメドを含む57名の将校と17名の民間人を殺害した。反乱兵はさらに、民間人へ発砲し、将校やその家族を人質に取り、破壊や略奪を行った。反乱2日目には他の12の町や都市にも動揺が広がった。反乱は、政府との一連の交渉の末、反乱兵が人質を解放して投降したことで収束した。
2013年11月5日、ダッカ特別市セッション裁判所は152名に死刑、161名に終身刑、256名に3年から10年の懲役刑を言い渡した。また、起訴されたうちの277名は無罪となった。この裁判は、十分に弁護士へ接触することができず、「無慈悲な復讐の欲求を満たすために設計されているよう」な不公正な集団裁判として、ヒューマン・ライツ・ウォッチ、アムネスティ・インターナショナル、国連人権高等弁務官事務所からの非難を受けた。

## 2月25日（1日目）

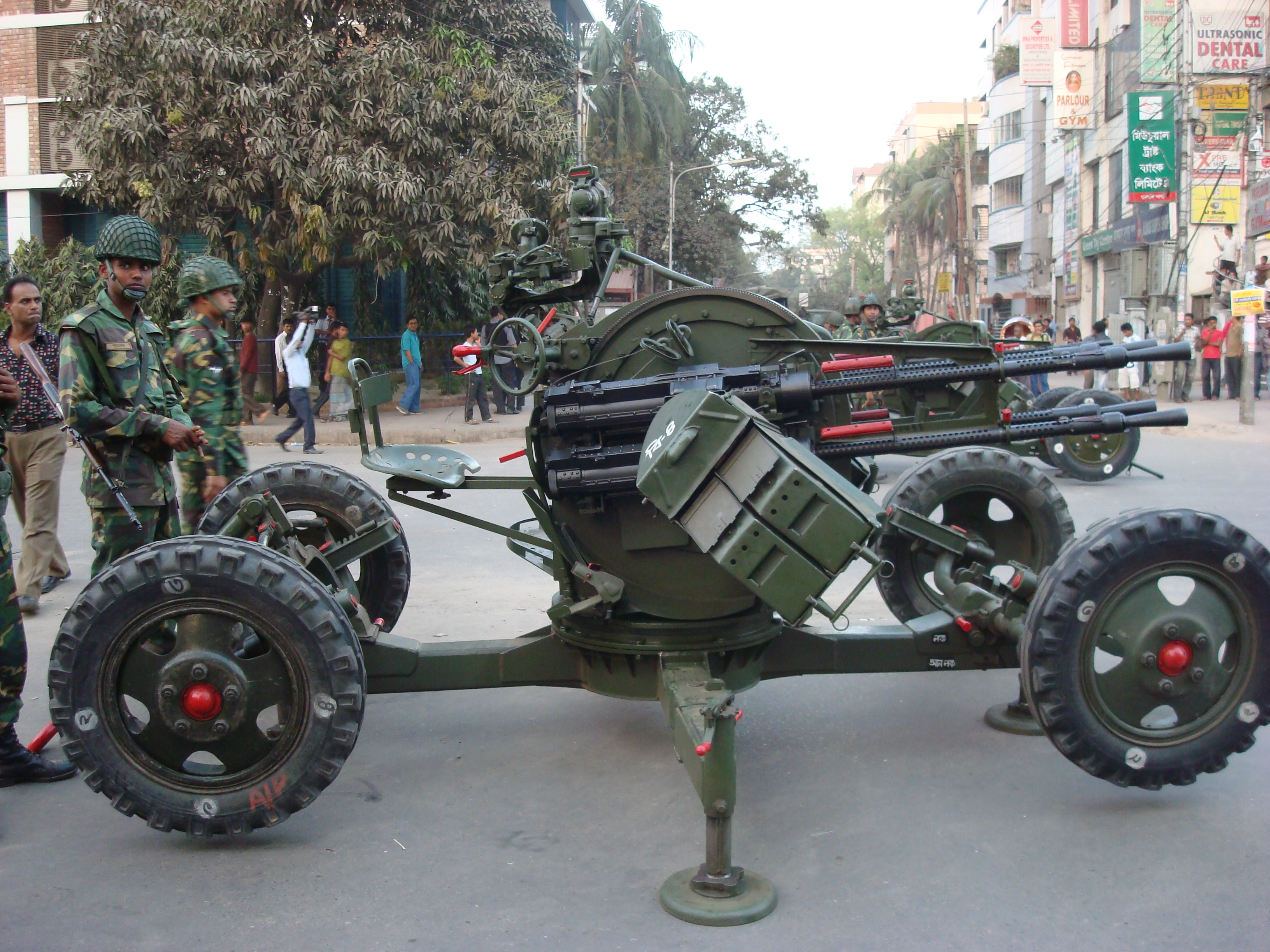
バングラデシュ陸軍の14.5 mm ZPU-4機関砲がダンモンディの8A通りとSatmasjid通りの交差点に配置され、ピルカーナ方面に砲口を向けている。（2009年2月25日）

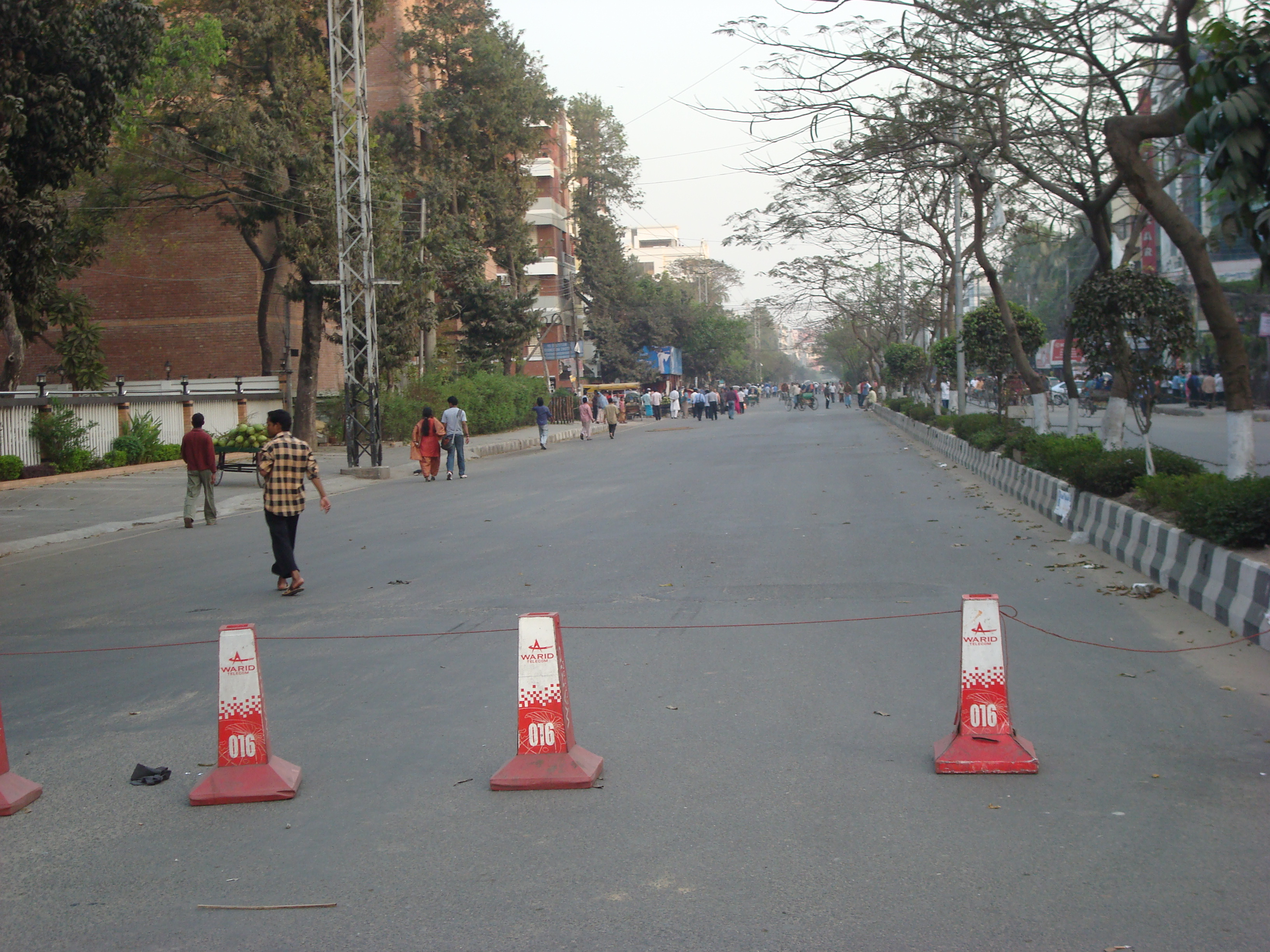
バリケードで封鎖されたSatmasjid通り。ダンモンディ27通りの西端から見たところ。（2009年2月25日）

反乱は、「BDR週間」の2日目に発生した。シェイク・ハシナ首相が設けたばかりのこの記念週間にあたって「Darbar Hall」講堂で式典が開催され、BDR長官のシャーキル・アハメド少将が演説を行っている時、多くのジャワン（兵士）が陸軍高級将校らに対し、BDRに出向している陸軍軍人の排除と、BDR兵士への平等な権利を要求し始めた。すぐに兵士らは長官や他の高級将校を人質に取って講堂へ立てこもり、やがて高級将校に銃撃を加えた。兵士らはBDR本部の正門に重火器を据え、それに対してバングラデシュ陸軍は本部を厳重に包囲した。
シャーキル・アハメド長官は、反乱1日目の早い段階で多くの高級将校とともに殺害され、Ahmedらの官舎は襲撃と略奪を受けた。さらに、少なくとも6名の民間人が銃撃戦によって死亡した。この中には少年1名も含まれていた。
シェイク・ハシナ首相は、2月25日、陸軍将校の殺害や略奪、その他の国家に対する罪を犯した者を除き、反乱した兵士に恩赦を与えることを表明した。
反乱兵は、BDRへ出向している正規軍将校の引き上げなどを含む22項目の要求を掲げた。彼らは、その代わりに“生え抜き”のBDR要員を昇進させたいと考えており、バングラデシュ公務員試験に基づいた幹部の選考を求めていた。反乱兵は民間テレビ局に対し、Dal-Bhaat作戦や、2008年12月29日に行われた総選挙での勤務に対して兵士に支給される手当を陸軍将校が着服し、BDRの高位の幹部がそれに関与していたと主張した。Dal-Bhaat作戦は、貧困層に米や生活必需品を配給するためBDRが運営していた福祉プログラムである。その他の要求事項は、100%の配給を行うこと、国際連合平和維持活動にBDRを参加させること、BDR要員の福利厚生を向上させることなどだった。

## 2月26日（2日目）
Sahara Khatun内務相は、陸軍がBDR本部に突入しないことを保証し、反乱兵に武装解除を呼びかけた。この結果、反乱兵は人質を解放して投降し始めた。しかし、ダッカにおける事態を受けて、少なくとも12の他の町や都市でもBDR要員が反乱を起こした。チッタゴン、東部インド国境に近いフェニ、北西部のラジシャヒ、北部のシレットなどで戦闘や占拠が起きたことが報じられている。

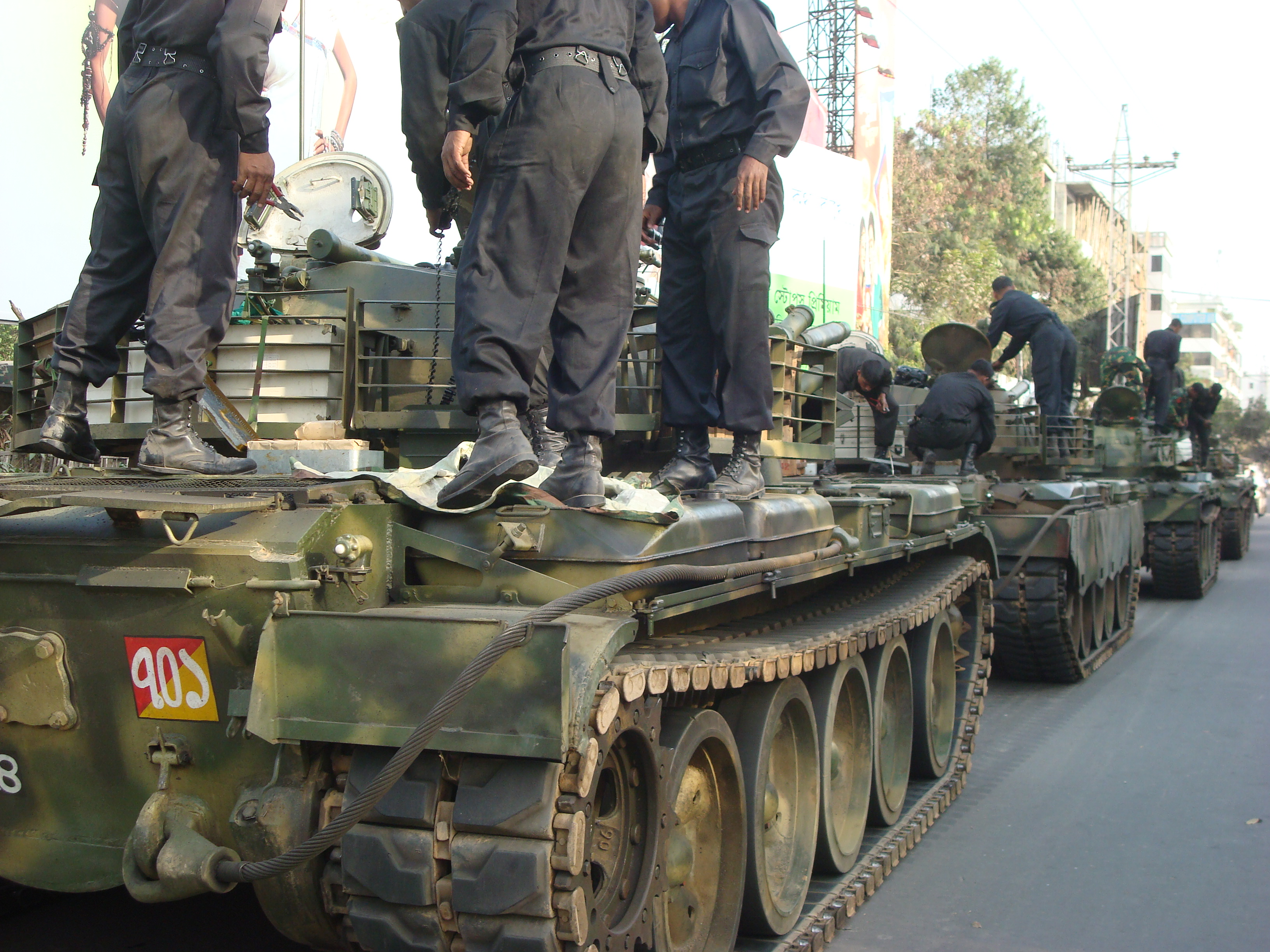
Abahani競技場近くで待機している陸軍の戦車。（2009年2月26日）

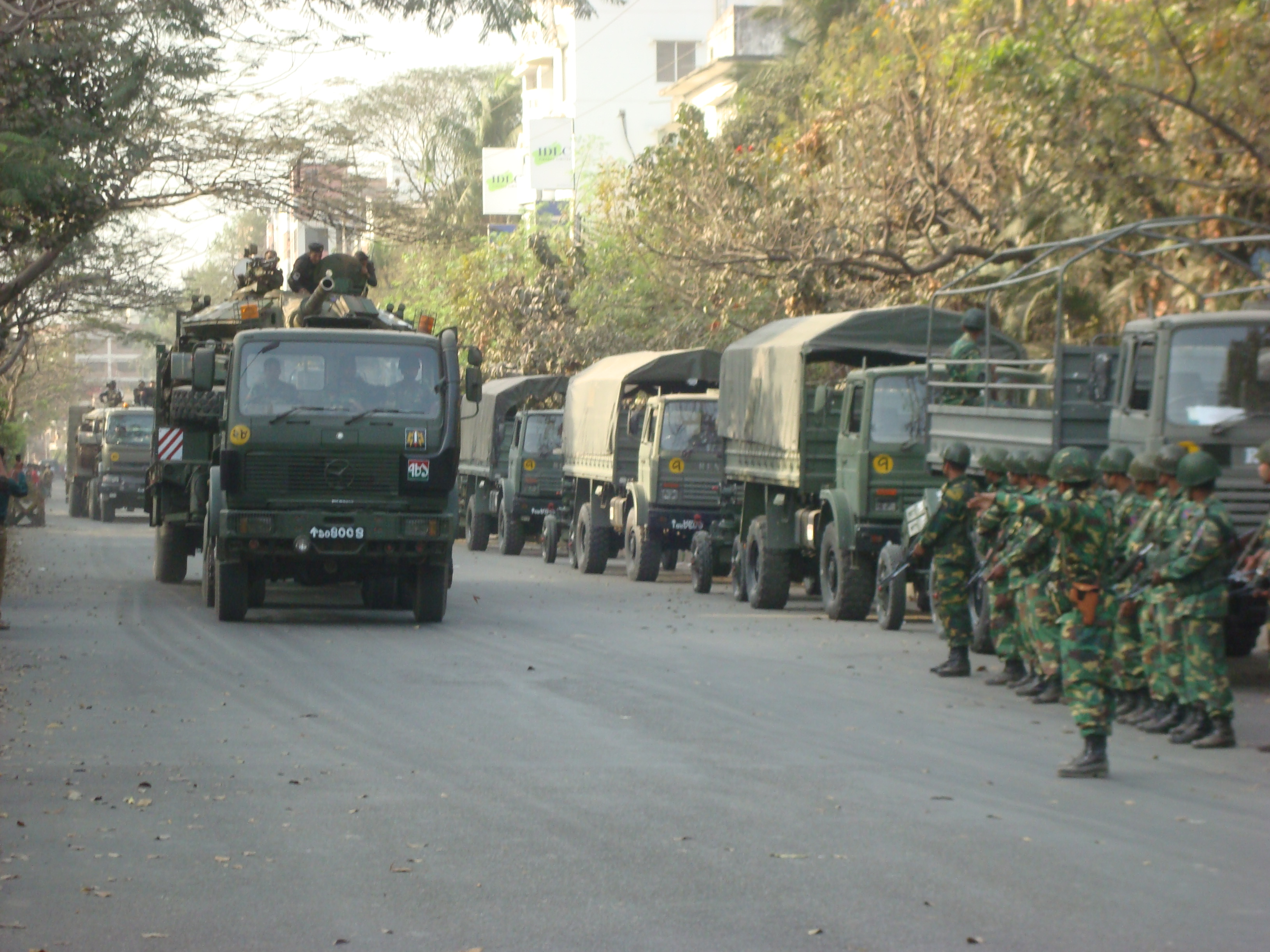
上掲写真の戦車の後方に待機している陸軍の車列。（2009年2月26日）

2月26日、46以上のBDR哨所で大きな動揺の兆候が示された。反乱兵は、ジェッソール、サトキラ、ディナジプル、ナオガオン、ネトロコナのBDR施設を掌握していると主張した。陸軍が配置につき、戦車と装甲車も出動したが、将校が人質に取られていたためにすぐには移動できなかった。BDR本部では重火器が反乱兵の手中にあった。陸軍は最終的な突入に向けて戦車をダッカの路上に待機させ、空挺部隊と特殊部隊も準備を行っていたが、首相は流血を伴わない事態の解決を試みていた。
ニュース速報によると、BDR要員に対して強行手段を取らないと首相が全国に対し表明したことで、BDR要員は武装解除を再開した。しかし、首相は、敵対行為を辞めない場合には「厳しい措置」を取らざるを得ないとも警告した。これを受けて、陸軍はBDR本部の正面に戦車を移動させた。その後、首相報道官は、反乱兵らが武装解除して投降したと説明した。BDR本部は武装警察大隊によって接収された。

## 2月27日（3日目）

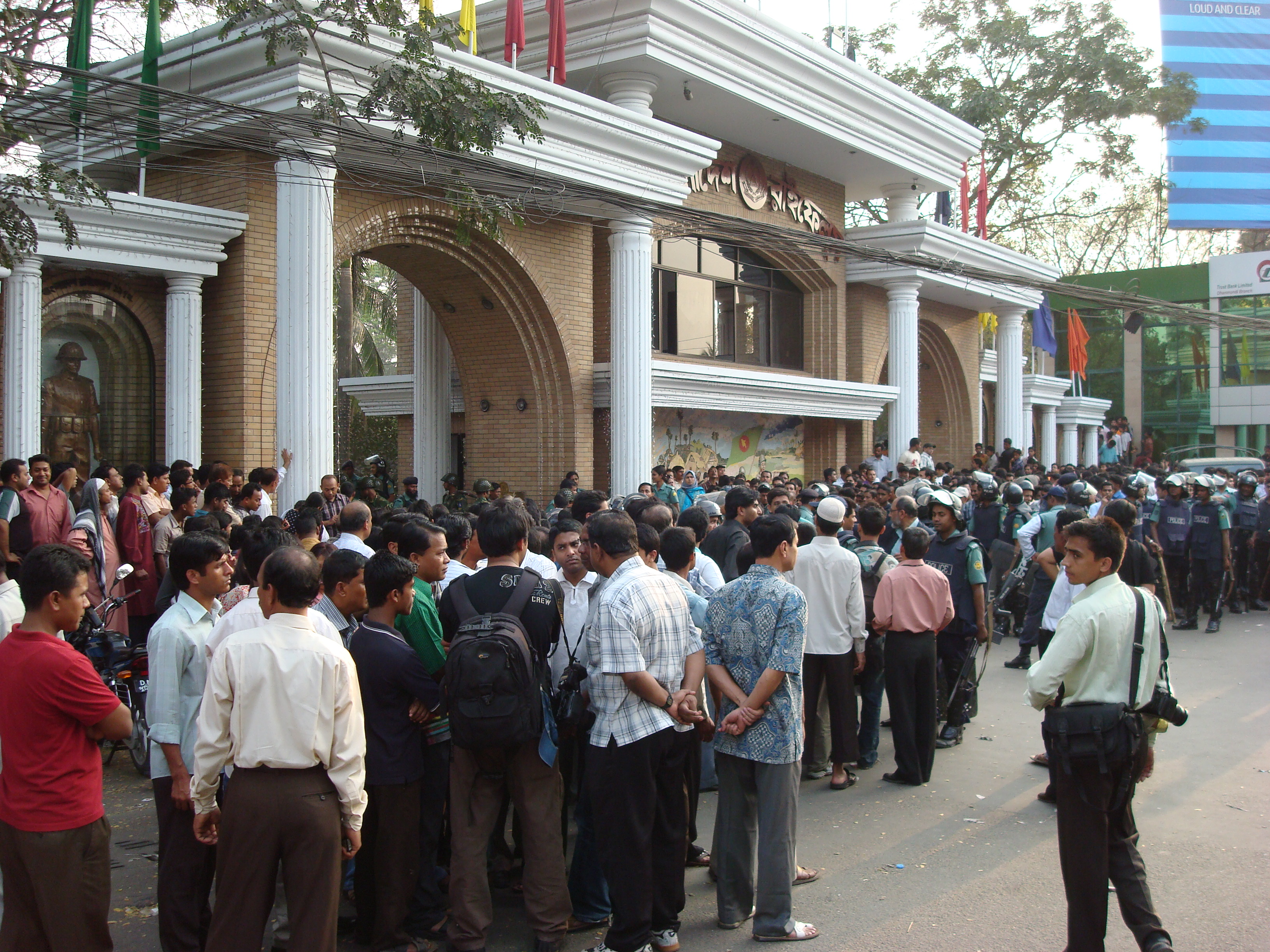
多くの人がBDR本部の4号門に詰めかけている。（2009年2月27日）

2月27日、私服に着替えてBDR本部を脱出しようとした200名の反乱兵が拘束された。戦車を含む陸軍部隊がBDR本部に入った。Sahara Khatun内務相は、それらの陸軍部隊は内務省の監督下に置かれており、BDR要員は本部内のより安全な場所に収容され、陸軍は捜索・救助活動の支援に当たると述べた。陸軍の戦車はダッカの路上に展開して武力を誇示し、反乱兵の残余に投降を促した。ダッカ以外の12のBDR拠点で起きた反乱が収束したかどうかは、この時点では不明確だった。BDR本部内では行方不明者の捜索が行われた結果、42体以上の遺体が発見され、一時は130名以上の陸軍将校が殺害されたものと見られていたが、これは誤りだった。2月27日中に、発表された死者数は54名に増加した。BDR長官シャーキル・アハメド少将と41名の陸軍将校の遺体は、BDR病院のそばの集団墓地で発見された。遺体は7フィートの深さの穴に埋められていた。さらに排水管の中に放り込まれた遺体も見つかった。計58体の遺体のうち、52体が陸軍関係者のものだった。2月27日の朝、政府は3日間の服喪を全国に布告した。

## 2月28日（4日目）
更に三つの集団墓地が発見され、BDR長官の妻の遺体も見つかった。遺体の多くは損壊が激しく、身元を特定するのが困難だった。軍事情報局（MI）は、BDR本部内で発見された遺体は63体に留まり、依然として72名の陸軍将校が行方不明であると発表した。63体の遺体のうち、47名の身元が特定された。陸軍は、彼らの葬儀は全ての遺体が発見されるまで延期すると発表した。また、31名の将校の生存も確認された。
新しくBDR長官に任命されたMoinul Hossain少将は、当面の任務はBDRの「指揮体系を再建する」ことにあると述べた。
陸軍副司令官M.A. Mubin中将は、殺人者は罰せられなければならないと述べた。AFP通信によれば、彼は「蛮行に参加したBDR兵士は許されないし、許すべきではない」とテレビで語った。
BDR兵士のうち、反乱の後に休暇や許可外出以外の理由で隊を離れた者は、24時間以内にBDR本部ないし最寄りの管区本部、大隊本部、警察署に報告するように義務付けられたが、これに応じたのはおよそ100名だけだった。

## 犠牲
この反乱で計74名が死亡した。このうち57名がBDRに出向していた陸軍将校であり、BDR長官、副長官、16名の管区本部長全員が含まれていた。

## その後
2009年3月1日、シェイク・ハシナ首相はセナクンジャの陸軍集会所を訪れ、陸軍軍人らに状況を説明した。2009年3月2日、陸軍将校49名の国葬が行われ、軍の栄誉礼の下で埋葬された。殺害されたBDR長官の妻も同日に埋葬された。政府は、反乱の背後要因を特定するための委員会を、Sahara Khatun内務相を委員長として発足させた。内務相自身が内務省の所管機関を調査することから、野党や政治団体から委員会の公正性への疑念が表明され、委員会は改組された。バングラデシュ陸軍も独自の調査委員会を発足させ、3月3日から活動を開始させた。陸軍は、即応大隊や警察の協力のもと、反乱に加担したBDR兵士を拘束するための「反逆者狩り作戦」を開始した。政府はバングラデシュ・ライフル隊の改名と改編を決定し、移行期間の間は全国に陸軍を配置することとした。政府は事件の捜査のため、アメリカ連邦捜査局（FBI）とロンドン警視庁（スコットランドヤード）の協力を仰いだ。その後、バングラデシュ・ライフル隊（BDR）は、バングラデシュ国境警備隊（BGB）に改編された。

### 裁判と判決
裁判は最初の逮捕の直後に始まった。ラジシャヒに駐屯する第37ライフル大隊の兵士らは、2010年11月13日に裁判にかけられた。彼らは武器庫から武器と弾薬を強奪して発射し、市中を混乱状態に陥れ、BDR長官シャーキル・アハメド少将の肖像を冒涜し、メディアに対して挑発的な声明を発したとして起訴された。チャパイナワブガンジに駐屯する第39ライフル大隊の兵士らは、ダッカの反乱兵に味方し武器を強奪、発射したとして起訴された。2011年1月の時点で1000人以上が反乱に関連して裁判にかけられていた。
拘禁中の反乱兵らに対しては拷問、日常的な殴打、感電などの虐待が広範に行われ、50名近くが拘留中に死亡し、さらに多くが意識不明になった。バングラデシュは拷問等禁止条約の締約国であるにもかかわらず、同国の治安機関は拷問を多用しており、バングラデシュ陸軍、即応大隊、バングラデシュ国軍情報総局などによる拷問の組織的な使用は、ヒューマン・ライツ・ウォッチなどの文書により長年に渡り指摘されている。
およそ6000名が集団裁判にかけられて有罪となり、反乱に参加したことに対する罰金と、4か月から7年の懲役刑を宣告された。陸軍将校の殺害に関与したとされた823名は殺人、拷問、共謀その他の罪で一般裁判にかけられた。
2013年11月5日、ダッカ特別市セッション裁判所は152名に死刑、161名に終身刑、256名に3年から10年の懲役刑を宣告した。277名は無罪となった。
弁護士は上訴の方針を明らかにした。バングラデシュ民族主義党の国会議員Nasiruddin Ahmed Pintuは、この裁判で終身刑を言い渡されたうちの一人である。
ヒューマン・ライツ・ウォッチのスポークスパーソンは、この集団裁判を「国際的な法規範への侮辱」であると評した。国連人権高等弁務官Navi Pillayは、「適切かつ適時的な弁護士との接触などを欠き、不規則な手続きに満ちた」裁判の欠陥について注意を促した。アムネスティ・インターナショナルのスポークスパーソンは、「無慈悲な復讐の欲求を満たすために設計されているよう」だとして判決を非難した。ある推定によれば、50名以上の被告が拘留中に死亡している。
ヒューマン・ライツ・ウォッチは、「6000名近い容疑者を扱う集団裁判は、公正な裁判に対する深刻な懸念をもたらしている」と報告した。ヒューマン・ライツ・ウォッチのアジア局長Brad Adamsは、「74名の死者を出した恐ろしい暴力については裁かれるべきだが、それに拷問や不公正な裁判が伴ってはならない」「反乱に対するバングラデシュ政府の当初の対応は、人口稠密地域での圧倒的な武力の行使という陸軍の要求をはねつけることで、相対的に人命を守ったと言える。しかしその後は、身体的な虐待や集団裁判を通じ、治安機関による念入りな復讐に青信号を灯している」と述べた。